# Austroicetes frater
Austroicetes frater es un saltamontes perteneciente a la subfamilia Oedipodinae, familia Acrididae, específicamente al género Austroicetes.
Se encuentra en las regiones de Australia Occidental, Australia del Sur, Victoria, Tasmania, Yorktown y Nueva Gales del Sur. La información sobre la especie ha sido publicada en Jahresheft des Naturwissenschaftlichen Vereines des Trencsiner Comitates (Jahresh. Naturwiss. Ver. Trencsiner Comit.) 19-20 de Karel Brancsik en 1897. No hay subespecies incluidas en el Catalogue of Life.

## Descripción
Austroicetes frater tiene un cuerpo delgado y bronceado, y ojos oscuros y quemados. Tiene alas, pero principalmente se moviliza saltando con sus patas traseras. Un pronoto se encuentra en el segmento frontal del tórax. La última sección de la pata tiene cuatro segmentos y las antenas tienen más de siete segmentos. Un tarso tiene once segmentos, con espiráculos en los primeros ocho. Austroicetes frater es abundante desde mediados de agosto hasta principios de diciembre. Su dieta consiste en una diversidad de alimentos, aunque prefieren las plantas verdes. Ha habido un uso continuo de insecticidas ULV y cebos de salvado para el control de este saltamontes.

## Ciclo de vida
Los adultos ponen huevos en el suelo alrededor de junio o julio. Los huevos comienzan a madurar, luego se aletargan hasta que el frío clima del invierno los despierta. Los huevos maduran rápidamente a medida que aumenta la temperatura en primavera y eclosionan en el siguiente agosto, cuando hay abundante comida disponible. Las ninfas mudan muchas veces y se convierten en adultos que ponen huevos entre octubre y noviembre. Se produce una generación anualmente.

## Etimología
El prefijo austro- en Austroicetes se usa en palabras compuestas, que significa 'sur'. Se deriva de la palabra latina austr. La palabra frater, derivada del inglés medio freitour y del francés antiguo fraitur, significa 'hermano' o 'miembros de la misma nación'.